# Fort Darnet

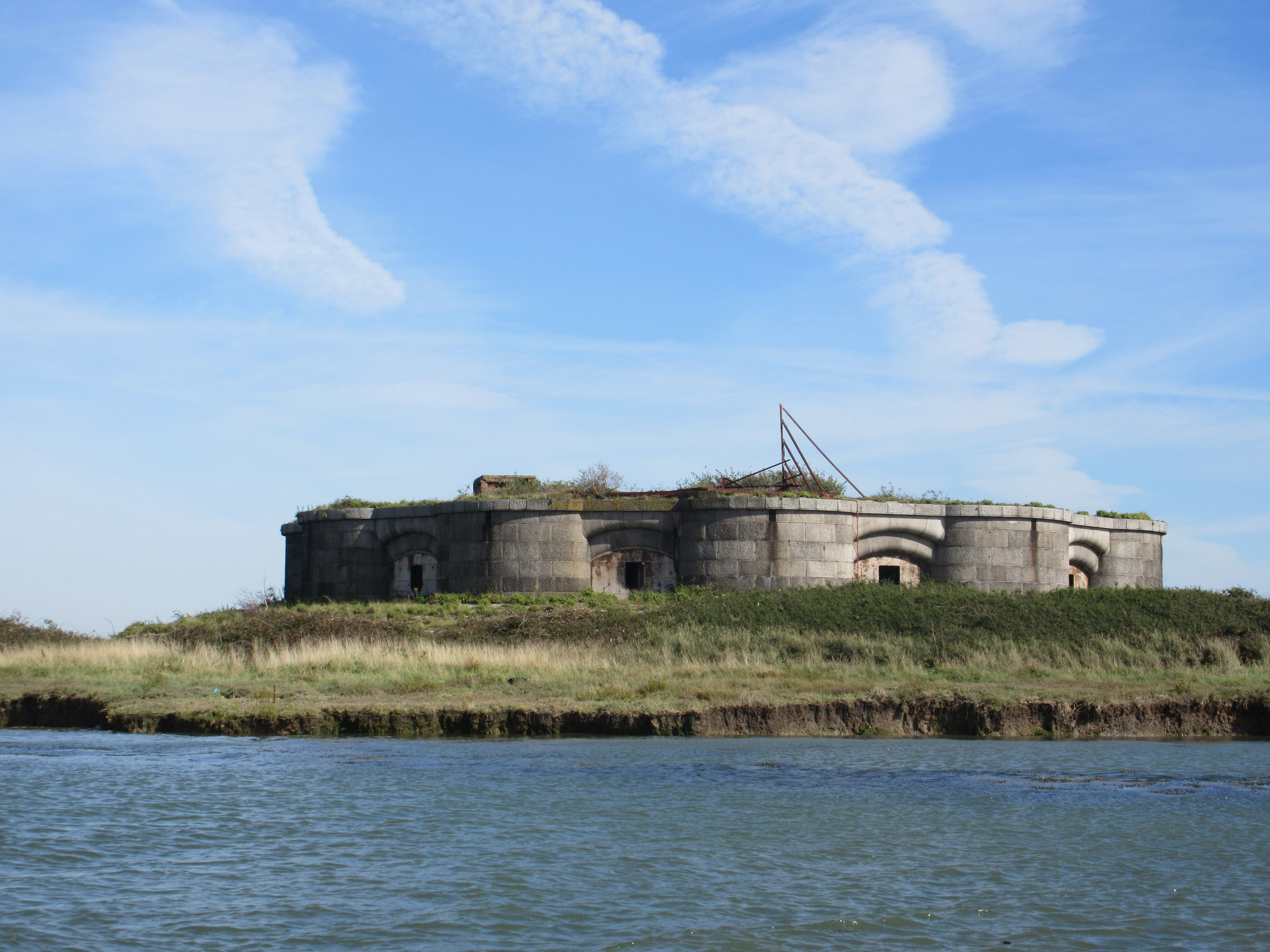
Fort Darnet, ein nicht mehr genutztes Palmerston-Fort im River Medway

Fort Darnet ist die Ruine eines Forts auf einer Insel im River Medway in der englischen Grafschaft Kent. Das Palmerston Fort wurde, wie Fort Hoo, auf Geheiß der Royal Commission 1859 im oberen schiffbaren Abschnitt des River Medway errichtet.
Ursprünglich war das Fort für die Aufstellung von zwei Reihen von Geschützen in einem Kreis und mit einer zwischen dem Fort und Fort Hoo gespannten Balkensperre gedacht, aber es gab viele Probleme mit der Setzung des Gebäudes. Nach massiven Kostenüberschreitungen wurde das Fort 1871 mit nur einer Reihe mit 11 Geschützen fertiggestellt. Es handelte sich um eine Mischung aus 7"- und 9"-Vorderladern mit gezogenen Läufen, auf die Balkensperre wurde verzichtet. Beide Forts kamen nie zum Kriegseinsatz und wurden noch vor dem Ersten Weltkrieg außer Dienst gestellt.
Im Zweiten Weltkrieg diente das Fort als Beobachtungsposten; es wurden Pillboxes darauf installiert. Das Fort ist heute noch relativ gut erhalten, aber die Magazinebene scheint absichtlich geflutet worden zu sein, um unbefugtes Betreten und Vandalismus zu verhindern. Man kann die Insel frei per Boot besuchen, aber alle ihre Ufer sind schlammig.

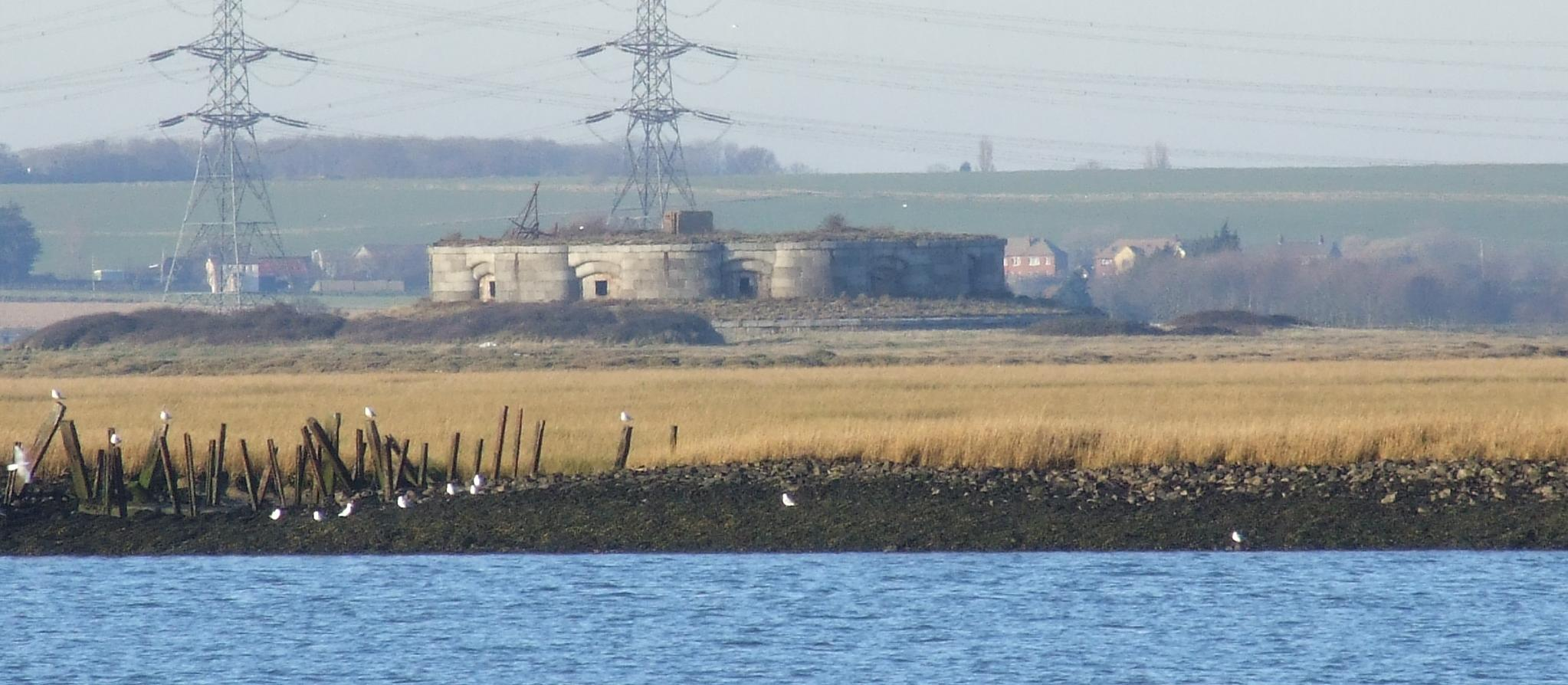
Fort Darnet